# Piasecki PA-97 Helistat
El Piasecki PA-97 Helistat fue una aeronave experimental estadounidense construida por Piasecki Aircraft en los años 1980 mediante la fijación con una estructura de cuatro helicópteros obsoletos Sikorsky H-34J debajo de un dirigible de helio. El único ejemplar construido se estrelló el 1 de julio de 1986, poco más de dos meses después de su primer vuelo, matando a uno de sus pilotos.

### Desarrollos relacionados
- Dirigible clase N
- Sikorsky H-34

### Aeronaves similares
- SkyHook JHL-40
- Cargolifter